# Cementerio chino de Gilgit
El Cementerio chino de Gilgit (en urdu: چین یادگار; en chino: 吉尔吉特中国烈士陵园) es un cementerio chino situado en Gilgit, la ciudad capital de la región de Gilgit-Baltistán en el norte de Pakistán. Situado en el pueblo de Danyor en el Distrito Gilgit a unos 10 kilómetros a través del río Gilgit, el cementerio es el lugar de descanso de los trabajadores e ingenieros chinos que murieron durante la construcción de la carretera de Karakoram (KKH) en Pakistán en los años 1960 y 1970. El cementerio fue establecido a principios de 1970. Las lápidas colocadas sobre las tumbas contienen inscripciones en caracteres chinos. 
En agosto de 2011, una delegación china que consiste en soldados jubilados del Ejército de Liberación, periodistas y un familiar de un trabajador visitaron el cementerio para rendir homenaje a los trabajadores fallecidos.